# Novillas (kommunhuvudort)
Novillas är en kommunhuvudort i Spanien.   Den ligger i provinsen Provincia de Zaragoza och regionen Aragonien, i den nordöstra delen av landet, 250 km nordost om huvudstaden Madrid. Novillas ligger 242 meter över havet och antalet invånare är 664.
Terrängen runt Novillas är huvudsakligen platt, men norrut är den kuperad.Runt Novillas är det ganska glesbefolkat, med 47 invånare per kvadratkilometer. Närmaste större samhälle är Mallén, 4,2 km sydväst om Novillas. Trakten runt Novillas består till största delen av jordbruksmark.